# Tommaso Bernetti

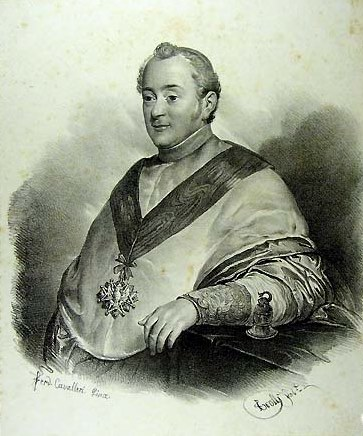
Tommaso Kardinal Bernetti

Tommaso Bernetti (* 29. Dezember 1779 in Fermo; † 21. März 1852 ebenda) war ein Kardinalstaatssekretär der römisch-katholischen Kirche.

## Leben
Der Sohn von Graf Salvatore Bernetti und Giuditta Brancadoro studierte Recht und Literatur an der Universität Fermo und erhielt am 21. Februar 1801 die Tonsur in Rom.
1809, bei der napoleonischen Einnahme Roms, flüchtete er mit seinem Onkel, Kardinal Cesare Brancadoro zuerst nach Paris und danach nach Reims. Im Juli 1814 übernahm er einen geheimen Auftrag von Papst Pius VII. beim österreichischen Kaiser. Bernetti erhielt nach seiner Rückkehr die Verantwortlichkeit für die Verhandlungen bei Murat, nachdem die französischen Truppen aus Rom weichen mussten. Er bereitete die Rückkehr des Papstes im Jahr 1814 vor.
Im Oktober 1826 wurde er von Papst Leo XII. zum Kardinal erhoben und ihm im Mai 1827 die Titelkirche San Cesareo in Palatio übertragen, obwohl er nur die niederen Weihen empfangen hatte und nicht vor 1839 die Priesterweihe erhielt. 1828 folgte seine Ernennung zum Kardinalstaatssekretär. Er hatte dieses Amt zunächst bis 1829 und dann erneut von 1831 bis 1836 inne. Kardinal Bernetti nahm dreimal an einer Papstwahl teil: Am Konklave von 1829, das Papst Pius VIII. wählte, am Konklave von 1830/31, welches Papst Gregor XVI. erwählte und am Konklave 1846, aus dem Pius IX. als neuer Summus Pontifex hervorging. Nach seiner Priesterweihe 1839 erhielt Bernetti 1844 von Papst Gregor XVI. die Titelkirche San Lorenzo in Damaso.
1847 zog sich Bernetti nach Fermo zurück, wo er 1852 starb und in der Familiengruft beigesetzt wurde.